# 臨水區
臨水區（英語：Bywater）是托爾金傳說故事集裡中土大陸的一座村莊，位於夏爾的哈比屯與烈酒河橋梁之間，村裡主要的道路是臨水路。
臨水區內的綠龍酒店為夏爾地區知名的的聚會場所，在《哈比人》中是索林·橡木盾及比爾博·巴金斯開始孤山遠征的起點；同時也是哈姆法斯特·詹吉講述他故事的地方。此外在臨水路旁還有一間「常春樹藤」小旅店。
臨水區也是農夫托曼·卡頓一家的居住地。

## 歷史
臨水區的具體建立時間在小說中並無提及。但跟夏爾的其他地區一樣，該村的生活還是相當的寧靜。
第三紀元3001年，當比爾博·巴金斯慶祝他的111歲生日時，臨水區和哈比屯的郵局不得不雇用更多的郵差來分發大量的宴會邀請函。
在魔戒聖戰的後期，夏爾被薩魯曼與他的手下佔領，臨水區許多地洞和屋子被燒毀或棄置。當佛羅多和他的同伴回來後，臨水區成為夏爾起義的中心點，在梅里的安排下，當一群人類流氓試圖逮捕「違反禁令」的托曼·卡頓，大部分的臨水區居民包圍了他們，臨水之戰隨即爆發，這場戰役後來讓臨水區與卡頓家族出了名。

## 改編

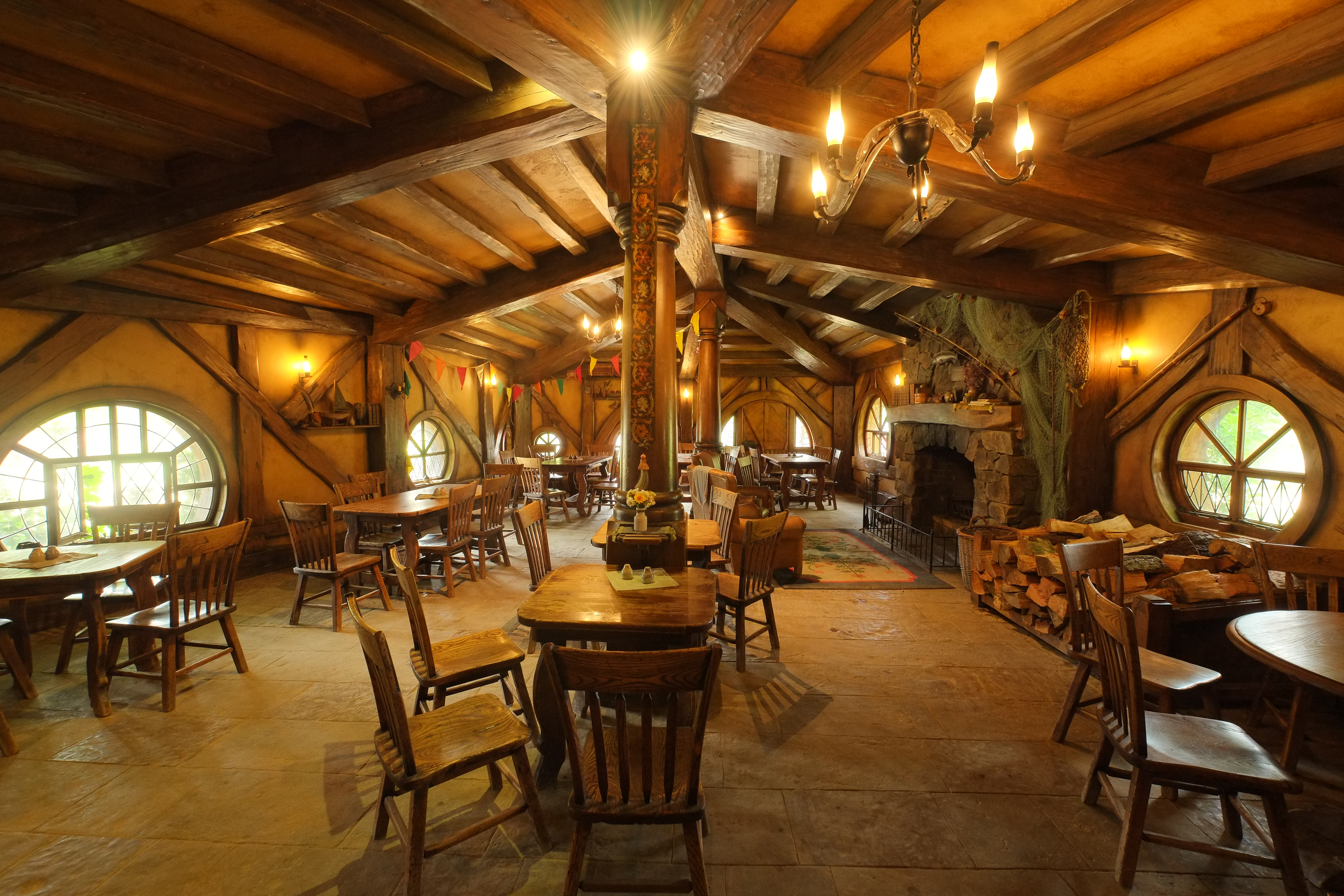
馬塔馬塔哈比村的綠龍酒店內部。

在彼得·傑克森執導的《魔戒》與《哈比人》系列電影中，臨水區與哈比屯之間的距離比原著裡靠得更近。《魔戒首部曲：魔戒現身》和《魔戒三部曲：王者再臨》裡佛羅多和山姆等人會在綠龍酒店聚會，小玫·卡頓是那裡的侍應生。《哈比人：意外旅程》裡的一個場景展現了臨水區熱鬧的市集，年輕時的比爾博在那裡購物。
在電影上映後因保留布景而形成的旅遊勝地「哈比村」（Hobbiton Movie Set）中，臨水區與綠龍酒店為該地的景點之一。